# Kælder
En kælder er en eller flere etager i en bygning, som enten er helt eller delvist under jordhøjde. Kældre bruges typisk til opbevaringsrum i bygninger, hvor f.eks. bryggers, vandvarmer, sikringsskab, varme- og ventillationsanlæg, garage eller værksted er placeret eller til fordelingsted for kabel-tv. I storbyer som London bliver kældre i høj grad også brugt til beboelse for at optimere antallet af beboelige kvadratmeter på grund af høje huspriser. 
Specialiserede kælderrum kan være indrettet til vinkælder, da temperaturen sjældent foretager store udsving i en kælder, og derfor er god til opbevaring af vin. Under 2. verdenskrig blev mange kældre omdannet til beskyttelsesrum i tilfælde af luftbombardement.
Grundet den lave placering vil overskydende vand fra gadeniveau søge ned mod kældre, og vandskader er derfor et problem hvis ikke kælderen er ordentligt bygget. Ved særligt kraftige regnskyld som skybruddene i 2011 og 2014 i København stod mange kælderrum og kælderlejligheder under vand, både som følge af vand oppefra, men også vand fra kloakken der var trængt op i de nederste rum i bygningerne.
I historiske bygninger er det ofte kælderen eller fundamentet fra kælderen, som er blandt det ældste eller eneste bevarede. Dette er bl.a. tilfældet med Erik Glippings jagthus i Grønbæk i Midtjylland, hvor knap en meter af den stensatte kælder er bevaret.